# Rastenberg
Rastenberg település Németországban, azon belül Türingiában. Lakosainak száma 2514 fő (2023. december 31.). Rastenberg Buttstädt, Mannstedt, Hardisleben és Kaiserpfalz községekkel határos.

## Népesség
A település népességének változása:
| Lakosok száma | 2495 | 2486 | 2497 | 2506 | 2514 |
|               | 2017 | 2019 | 2021 | 2022 | 2023 |